# Siège de Montpellier
Rébellions huguenotes
Batailles
Guerres de Religion en France
Prélude
- Mérindol (1545)
- Amboise (1560)
- Colloque de Poissy (1561)

Première guerre de Religion (1562-1563)
- Édit de Saint-Germain (1562)
- Massacre de Wassy (1562)
- Toulouse (1562)
- Vergt (1562)
- Rouen (1562)
- Dreux (1562)
- Orléans (1563)
- Paix d'Amboise (1563)

Deuxième guerre de Religion (1567-1568)
- Surprise de Meaux (1567)
- Michelade (1567)
- Saint-Denis (1567)
- Chartres (1568)
- Paix de Longjumeau (1568)

Troisième guerre de Religion (1568-1570)
- Jarnac (1569)
- La Roche-l'Abeille (1569)
- Poitiers (1569)
- Orthez (1569)
- Montcontour (1569)
- Pamproux (1569)
- Saint-Jean-d'Angély (1569)
- Arnay-le-Duc (1570)
- Rabastens (1570)
- Paix de Saint-Germain-en-Laye (1570)

Quatrième guerre de Religion (1572-1573)
- Saint-Barthélemy (1572)
- Sancerre (1572-1573)
- Sommières (1573)
- La Rochelle (1573)

Cinquième guerre de Religion (1574-1576)
- Dormans (1575)
- Édit de Beaulieu (1576)

Sixième guerre de Religion (1577)
- Paix de Bergerac (1577)
- Édit de Poitiers (1577)

Septième guerre de Religion (1579-1580)
- Traité de Nérac (1579)
- Paix du Fleix (1580)

Huitième guerre de Religion (1585-1598) 
Guerre des Trois Henri

- Traité de Joinville (1584)
- Édit de Nemours (1585)
- Jarrie (1587)
- Coutras (1587)
- Vimory (1587)
- Auneau (1587)
- Journée des Barricades (1588)
- Arques (1589)
- Ivry (1590)
- Paris (1590)
- Journée des Farines (1591)
- Chartes (1591)
- Poncharra (1591)
- Châtillon (1591)
- Rouen (1591-1592)
- Craon (1592)
- Port-Ringeard (1593)
- Fort Crozon (1594)
- Fontaine-Française (1595)
- Doullens (1595)
- Amiens (1597)
- Édit de Nantes (1598)

Rébellions huguenotes (1621-1629)
- Saumur (1621)
- Saint-Jean-d'Angély (1621)
- La Rochelle (1621)
- Montauban (1621)
- Riez (1622)
- Royan (1622)
- Sainte-Foy (1622)
- Nègrepelisse (1622)
- Saint-Antonin (1622)
- Montpellier (1622)
- Saint-Martin-de-Ré (1622)
- Traité de Montpellier (1622)
- Blavet (1625)
- Île de Ré (1625)
- Traité de Paris (1626)
- Saint-Martin-de-Ré (1627)
- La Rochelle (1627-1628)
- Privas (1629)
- Alès (1629)
- Montauban (1629)
- Paix d'Alès (1629)

Révocation de l'édit de Nantes (1685)
Le siège de Montpellier est le siège de la place forte protestante de Montpellier par l'armée royale de Louis XIII qui dura de fin août 1622 au 19 octobre 1622. C'est un des principaux événements de la 1re rébellion protestante du début du XVIIe siècle.

## Contexte
Louis XIII cherchait à réaffirmer son autorité sur le royaume, après sa minorité et la régence de sa mère Marie de Médicis. Plusieurs régions protestantes de France, encouragées par le prince protestant Henri de Rohan, refusèrent de reconnaître la souveraineté du roi catholique, aussi le jeune souverain entreprit-il en 1619 de les soumettre à nouveau à l'autorité royale, par la force si nécessaire. En 1621, il commença par attaquer les places-fortes du Sud-Ouest, en Béarn et assiégea Montauban sans succès.
En 1622, Louis XIII résolut d'entreprendre la pacification de son royaume. Après avoir traversé le Poitou, l'Aunis, le Saintonge, l'Aquitaine et le Languedoc, sa chevauchée l'amène devant Montpellier qui était une des principales villes et places-fortes protestantes de France, il était donc inévitable que le roi s'attaque à elle un jour ou l'autre.

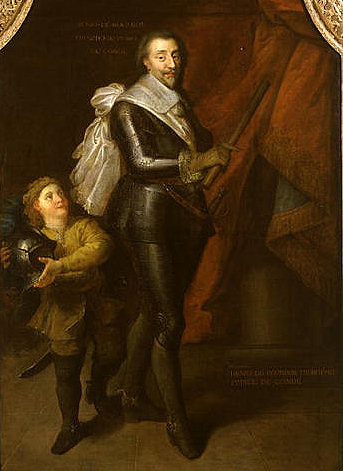
Le prince de Condé mène initialement le siège.

## Préambule
En février 1622, Henri de Rohan entre en campagne à partir des Cévennes qui étaient sa place d'armes et son fort. Pour rétablir les communications entre cette région et Montpellier il met le siège devant le château de Montlaur, prend la place puis le rase. Il prend et détruit ensuite les châteaux de Beaulieu et de Castries et de Sommières le 29 mars.
Pendant ce temps le duc Henry de Montmorency, lui répond en prenant Lunas, le fort de Graissessac et se présente, le 11 février, devant Bédarieux. Après quelques escarmouches, Montmorency lève le camp et ramène ses troupes à Frontignan et Villeneuve-lès-Maguelone prenant, au passage, les villes protestantes de Soumartre et de Faugères afin de former un corps d'armée avec le Gaspard, duc de Châtillon, qui venait de se rallier au Roi.
La nouvelle armée prend Cournonsec, le 7 avril, si bien que l'armée de Montmorency et celle de Rohan finissent par se rencontrer à Lavérune le long de la Mosson. Il n'y eut pas de bataille, les deux armées préférant rebrousser chemin.

Rohan prit ensuite Saint-Georges-d'Orques dont la garnison, catholique, ne cessait d'importuner les Montpelliérains en lui faisant sans cesse des prisonniers.
Les armées de Montmorency et de Châtillon se retirent l'une à Villeneuve-lès-Maguelone, l'autre à Aigues-Mortes. Chemin faisant, le second ruina la collégiale Notre-Dame de Grâce de Gignac avant de s'engager dans la vallée pour assiéger le Château de Montferrand. Ne parvenant pas à le prendre la troupe se retire du côté d'Uzès avant de parvenir à Aigues-Mortes.
Apprenant la prise de Saint-Antonin, Rohan quitte Millau pour Castres où il s'aperçoit que le  roi Louis XIII veut faire la jonction avec Montmorency pour assiéger Montpellier. Il se met aussitôt en marche avec de nombreuses troupes pour défendre la place.
Lorsque Henri IV avait donné Montpellier comme place de sureté aux Protestants, elle était peu fortifiée et jusqu'en 1620, 2 bastions seulement avaient été construits. Mais d'Argencour, un ingénieur protestant, fait démolir, en 1621, les faubourgs et fortifier la ville de tous côtés. En un an de travaux la ville était désormais défendue par 16 bastions liés par des courtines avec des fossés et des demi-lunes.
Rohan laissa pour défendre la ville quelques gentilshommes de sa Maison ainsi que Dupuy, son lieutenant particulier, qui avait participé l'année précédente à la défense victorieuse de Montauban et également un régiment à quatre compagnies, trois régiments à cinq compagnies ainsi que huit à dix compagnies sans mestre de camp. Il forma en plus trois régiments formés des habitants de la ville.
L'armée royale avançait toujours, faisant de petits sièges autour de Montpellier. Le maréchal de Praslin prend et démantèle Bédarieux, Montmorency s'empare de Mauguio puis c'est au tour de Lunel, de Sommières et de Marsillargues, le 3 août, de tomber.

## L'investissement et la préparation du siège

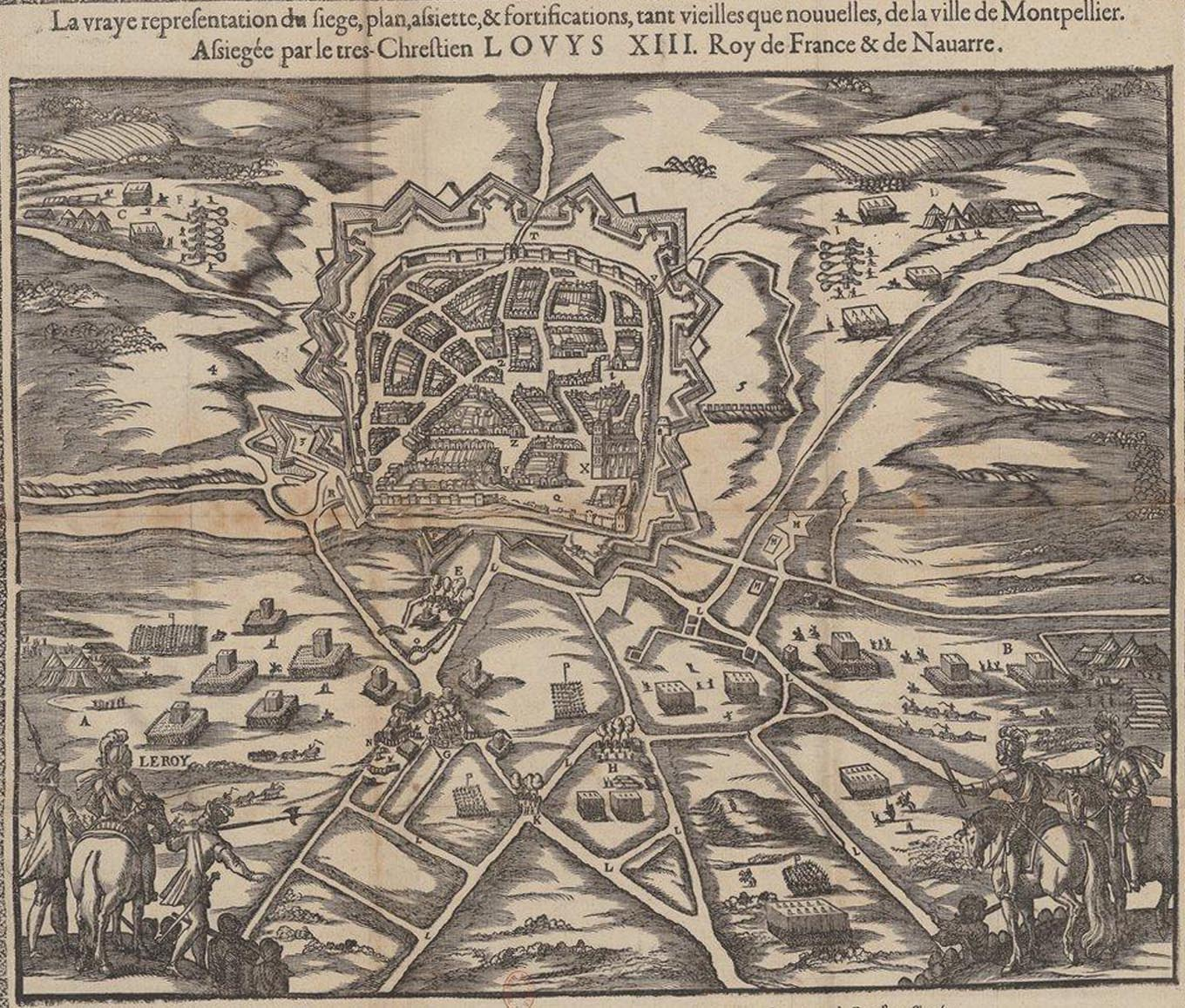
Plan du siège.

Les premières troupes sous le commandement du duc Henry de Montmorency, gouverneur du Languedoc, se présentent devant la ville en juillet 1622 dans l'espoir d'en ouvrir les portes au Roi. Des pourparlers s'engagent à Lavérune pour la reddition de la place, toutefois, suivant l'avis du prince de Condé et de Bassompierre, il préfère l'assiéger. Mais Henri de Rohan y a envoyé en renfort l'élite de ses montagnards et continue à lever des troupes dans les Cévennes pour la secourir si l'armée royale venait à se joindre à celle de Montmorency.
Le 2 août, le maréchal de Praslin, met le siège devant Lunel pendant que Henri de Montmorency investit Massillargues. Cette dernière place assiégée par 5 régiments, renforcés de Normandie, 6 canons et 1 couleuvrine, se rendit le même jour.
Le siège de Lunel fut moins rapide ; malgré le renfort de 830 Cévenols, Lunel capitule le 7 août devant 3 000 fantassins, 300 cavaliers d'élite et 2 couleuvrines sous les ordres du prince de Condé. Après avoir laissé, dans la place, 6 compagnies sous le commandement du colonel de légion Jean de La Croix, baron de Castries, les troupes royales se réunissent le 12 août devant Sommières et lui donnent l'assaut le 17, Picardie avec Roger du Plessis-Liancourt, son mestre de camp, en tête.
Le 22 août, assiégé par Louis XIII, Gaspard, duc de Châtillon, livre Aigues-Mortes sans combat qui le remercie en lui donnant 50 000 livres tournois et le bâton de maréchal.
Dans le même temps le maréchal Lesdiguières, converti au catholicisme, répondit de la soumission du Dauphiné, dont il était gouverneur, et reçut en remerciement le collier du Saint-Esprit et l'épée de connétable de France.
Le 22 août par l'entremise du maréchal Lesdiguières un traité est signé entre le duc Henri de Rohan, meneur de la rébellion huguenote, et Louis XIII. Le lendemain, les habitants de Montpellier, refusent d'ouvrir leurs portes à l'armée royale, craignant des déprédations de la part du prince Henri de Condé. Ils imposèrent au roi des conditions humiliantes si celui-ci voulait s'introduire dans la cité.
Il ne restait plus pour pacifier la région qu'à prendre Montpellier qui est assiégée à partir du 31 août par une armée royale, de moins de 10 000 hommes, « harassée et rompue par tant de marches de combats et de travaux », dont le commandement fut donné à Condé, Louis XIII ayant démis Lesdiguières de ses fonctions, outragé par le refus et les exigences des Montpelliérains

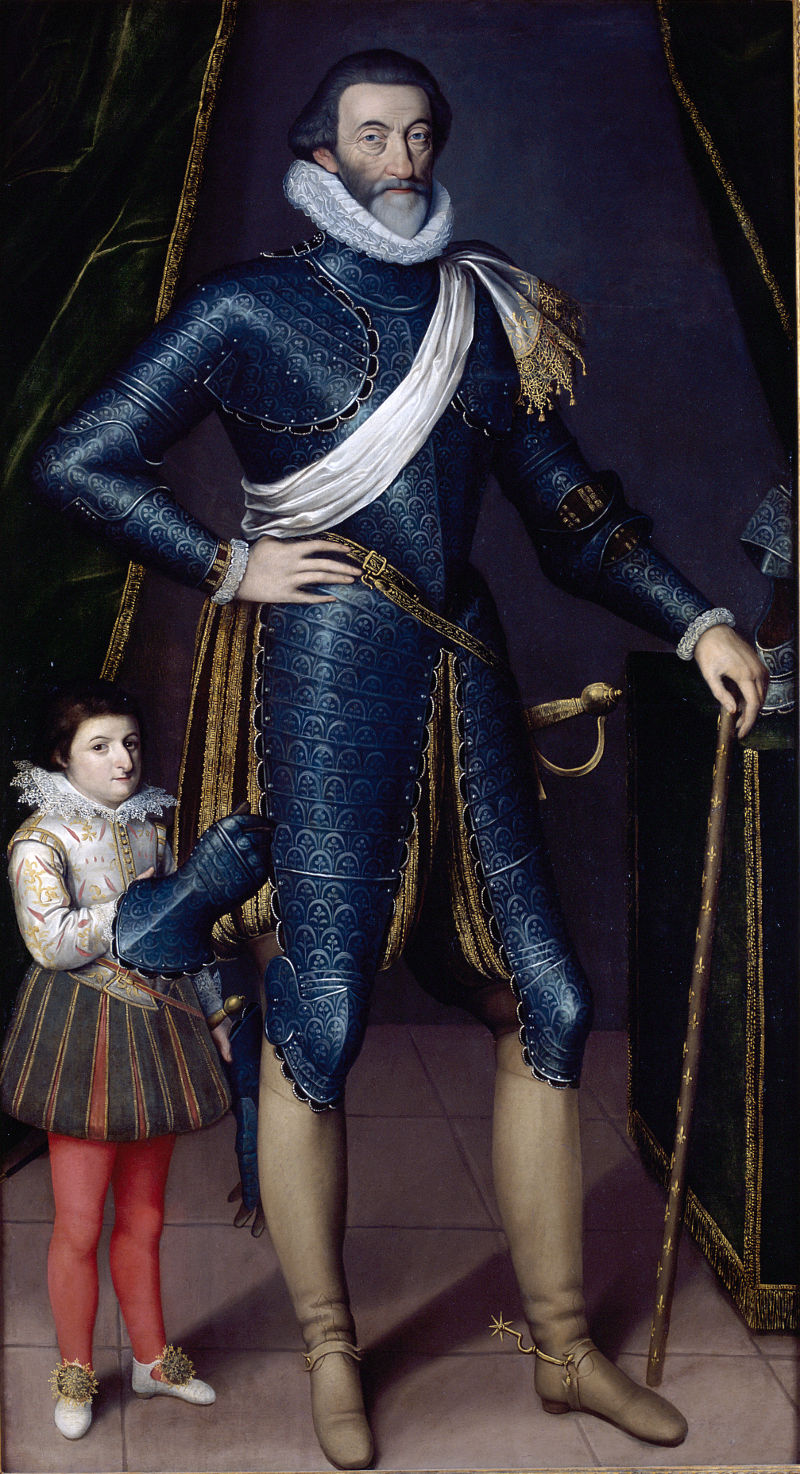
Le maréchal Lesdiguières négocie la paix entre le Roi et les Huguenots à Montpellier.

## Ordre de bataille
Le 31 août, après l'encerclement total de Montpellier, le Roi venant de Béziers établit son quartier général au Mas du consul Étienne Aimeric près de Castelnau, au nord de Montpellier, d'où il pouvait voir, à la longue vue, les remparts de ville et les travaux d'approche de ses troupes.
Les travaux de siège sont dirigés par l'ingénieur italien Joseph Gamorini, qui fait rapidement ouvrir une tranchée d'approche, du côté faible de la défense, à la Blancarie, entre la tour des Carmes et celle de Saint-Gély en deux attaques :
- Celle de gauche, située près du quartier du Roi, était commandée par le maréchal de Praslin en tant que lieutenant général, secondé par Bassompierre et Valençay comme maréchaux de camp, et comprenait les Gardes françaises et suisses, Navarre, Piémont, Normandie, Estissac et Saint Chamond.
- Celle de droite était commandée par le prince de Condé en tant que lieutenant général, secondé par le marquis des Portes, Zamet et Marillac comme maréchaux de camp, et comprenait Normandie, Nérestang, les 5 régiments languedociens (dont Vendôme, Fabrègues, La Roquette et Saint-Bris) d'Henri de Montmorency et le régiment que Condé avait levé en Berry.

L'armée de siège comprenait :

(Liste non exhaustive, classée en ordre alphabétique croissant)
- Régiment d'Annevoux ;
- Régiment de Bressieu
- Régiment de Chappes ;
- Régiment d'Estissac ;
- Régiment de Fabrègues ;
- Régiment des Gardes françaises ;
- Régiment des Gardes suisses ;
- Régiment d'Hocquincourt (1617-1640) ;
- Régiment de La Baume d'Hostun ;
- Régiment de La Douze ;
- Régiment de La Grange ;
- Régiment de La Roquette ;
- Régiment de Lauzun ;
- Régiment de Montespan ;
- Régiment de Montmorency ;
- Régiment de Navarre ;
- Régiment de Normandie ;
- Régiment de Piémont ;
- Régiment de Picardie ;
- Régiment de Puyserguier ;
- Régiment de Ragny ;
- Régiment de Saint-Bris ;
- Régiment de Saint-Chamond ;
- Régiment de Sainte-Croix ;
- Régiment de Sault ;
- Régiment de Soyecourt ;
- Régiment de Toulouse (1621-1626) ;
- Régiment de Tournon ;
- Régiment de Vendôme.

C'est Étienne d'Americ et le baron de Calonges, gouverneur de la ville, qui mènent avec vigueur la défense de Montpellier avec :
- 1 régiment à 4 compagnies ;
- 3 régiments à 5 compagnies  ;
- 8 à 10 compagnies sans mestre de camp ;
- 3 régiments formés des habitants de la ville[4].

## Le siège
Les opérations de siège sont effectuées du côté faible de la place car les ouvrages défensifs y étaient inachevés,. Néanmoins, les opérations se révélèrent difficiles pour les troupes royales. Montpellier avait pris conscience depuis longtemps des manœuvres de reconquête des forteresses huguenotes par Louis XIII, et se savait très bien placée pour être assiégée à son tour ; les Montpelliérains s'étaient préparés en conséquence : l'enceinte médiévale ne pouvant résister à l'artillerie moderne et puissante de Louis XIII, il avait été décidé de détruire une nouvelle fois les faubourgs pour bâtir un second mur apte à résister à l'artillerie royale. Les travaux de fortification étaient globalement achevés à l'arrivée du roi.
Le 1er septembre, les redoutes situées à l'est, au bord du Lez, sont prises par les attaques conjointes des régiments de Normandie, Navarre, Piémont et Estissac, soutenus par les régiments languedociens La Roquette, Fabrègues et Saint-Brez, ces deux derniers régiments étant chargés de garder cette conquête sous les ordres du marquis de Valençay.
Le poste, qui avait une position stratégique dominante sur la cité, étant important, le 3 septembre, 400 Montpelliérains se portent en masse devant les ouvrages, sous le commandement de d'Argencour à la tête de l'infanterie et du baron de Calonges, à la tête de la cavalerie. Les Régiments de Fabrègues et de Saint-Brez, composé de 1 000 soldats nouvellement levés, auraient été détruits par l'attaque si Henri de Montmorency, à la tête de quelques Vieux Corps, ne les avait pas secourus. Le duc de Montmorency blessé d'un coup de pique au ventre et d'un coup de hallebarde à la cuisse ne dut la vie qu'au sire d'Argencourt, son adversaire, qui favorisa sa retraite « ne voulant pas être la cause de la perte d'un si grand et généreux seigneur ». Du côté des catholiques les pertes furent lourdes, ils laissèrent 200 morts dont Léonor d'Orléans-Longueville, duc de Fronsac, Charles d'Houdetot, Jacques II d'Harcourt, marquis de Beuvron,, Gilbert de Beaufort-Montboissier, vicomte de la Motte-Canillac, Jean-Paul de Lussan, Montbrun et Antoine de Grimoard, seigneur de Combalet.
Dans le même temps, une autre sortie attaque les tranchée de Picardie. Jean Zamet est tué d'un coup de fauconneau pendant qu'il mettait ses soldats en ordre de combat. L'ingénieur italien Joseph Gamorini est tué d'un coup de mousquet à la tête et est remplacé, comme ingénieur, par Morrières. Les assiégés, victorieux, construisirent alors sur la butte Saint-Denis[Où ?] un grand ouvrage où ils se maintinrent jusqu'à la fin du siège sans être assaillis.
Le siège étant mal engagé, le Roi redoutait l'arrivée de Rohan avec une armée de secours. Il fit donc garder la route d'Anduze, demandant aux paysans catholiques d'allumer des feux sur les crêtes pour signaler l'approche des protestants. Louis XIII fait rassembler à Montferrier 1 500 soldats d'élite prélevés dans le régiment des Gardes françaises et ceux des Vieux Corps, formant 5 bataillons. En avant de la tour Vaucières, le maréchal de Saint-Géran, était en poste avec la gendarmerie de France, cinq compagnies de chevau-légers, Normandie et trois régiments languedociens. Le régiment de Saint-Chamond gardait Pont-Juvénal et les Gardes suisses, le pont de Castelnau.
Il forma également des brigades pour patrouiller de jour comme de nuit autour du camp et alentour. Ces brigades de protection furent commandées par Montmorency, Chevreuse, Elbeuf, Bassompierre, La Roche-Guyon, d'Oraison, de Rhodes ainsi que pour le maître de la garde-robe du Roi.
Le 15 septembre, une batterie de 12 ouvre le feu sur le ravelin d'Argencourt, qui est fortifié de contre-mines, de palissades, de poutres à l'épreuve des balles et percé de meurtrières pour les mousquets. Il est attaqué, le 2 octobre, par Navarre et Estissac, sans succès. Les troupes royales perdent un grand nombre d'officiers. « Il y eut tant de soldats blessés que les hôpitaux qu'on avait fait dresser pour les malades, en furent presque tous remplis. Cette journée  ne nous fut pas plus favorable que celle ou les ennemis reprire la butte de Saint-Denis. Grands nombre de nos gabions y furent brûlés et grand espace de nos tranchées rompues ».
L'ingénieur Morrières fait réparer les dégâts et Henri de Schomberg, grand maître de l'artillerie de France, établit devant la ville 36 canons pour « tirer en ruine ».
Si bien que ce siège, que Louis XIII voulait expéditif, se prolongea finalement pendant 7 semaines et s'acheva sur un statu quo.
Le 2 octobre, les Montpelliérains furent capables de soutenir trois attaques de 5 000 soldats royaux. Les combats laissèrent de 300 à 400 morts dans le camp royal. Pendant ce temps le campement des assiégeants souffrait d'une épidémie et commençait à se trouver à court de vivres. Si bien que les effectifs fondaient, comme le régiment de Berry qui était réduit de 1 500 à 600 hommes.
Il fallut rappeler le duc de Vendôme qui guerroyait, sans succès, en Haute-Guyenne ainsi que le connétable de Lesdiguières qui arriva le 7 octobre avec 6 régiments : Tournon, Sault, Trémond, Calard, Labaume et Montchamp.
Le Roi se vit alors à la tête d'une armée de 20 000 hommes avec laquelle il pouvait réduire la cité rebelle malgré l'arrivée, le 8 octobre, d'une armée de secours de 4 000 vétérans commandée par Rohan qui aurait pu quand même engager le combat, mais il désirait négocier car il commençait à manquer de soutiens dans son entreprise.

## Fin du siège et conséquences
Pour Louis XIII comme pour Rohan, assez de sang français avait été répandu. Lesdiguières, nouvellement converti au catholicisme, fut chargé de négocier la paix avec Henri de Rohan qui vint le 10 octobre s'agenouiller devant Louis XIII et lui demander pardon d'avoir porté les armes contre son service.
Les Montpelliérains acceptèrent, également, de faire amende honorable, et le roi leur accorda son pardon, ce qui mena à la signature de l'édit de Montpellier le 19 octobre, dans lequel le roi confirme les dispositions de l'édit de Nantes, mais les Huguenots acceptent le démantèlement des fortifications de Montpellier, Nîmes et Uzès,,.
Louis XIII entra finalement dans la ville le 20 octobre, tête nue et désarmé. Les troupes royales y pénétrèrent à leur tour, l'occupèrent malgré la promesse royale et commencèrent à démanteler les fortifications,. La citadelle de Montpellier fut construite deux ans plus tard pour assurer le contrôle de la cité.